# Mihai Ursachi
Mihai Ursachi (n. 17 februarie 1941, Strunga, județul Iași – d. 10 martie 2004, Iași) a fost un poet și traducător român.

## Date biografice
Mihai Ursachi s-a născut în comuna Strunga, azi județul Iași. A fost fiul ofițerului Gheorghe Mihai Ursachi și al Virginiei Ursachi (născută Lozneanu). A absolvit, în 1957, Liceul A.T. Laurian” din Botoșani. 
A urmat, între 1957 și 1961, cursurile Facultății de Filosofie a Universității „Alexandru Ioan Cuza” din Iași, În anii 1961, a fost închis pentru încercarea de a trece înot Dunărea lângă Porțile de Fier. Între anii 1961 și 1964 a fost deținut politic- S-a înscris la cursurile Facultății de Medicină Generală din Iași, pe care le-a abandonat după primul an, în 1965. Între anii 1965 și 1970 a urmat filologia. Până în 1981, când a emigrat în SUA, nu a avut nici un fel de loc de muncă stabil. Vara lucra ca salvamar la Lacul Ciric, lângă Iași, activitatea sa literară însumând mai multe volume de poezie, eseuri și traduceri din limba germană. 
A tradus în limba română creațiile unor scriitori ca Hölderlin, Schiller și Paul Celan. 
În Statele Unite a intrat în viața universitară, fiind, pe rând, asistent de limba germană la Universitatea Statului Texas din Fort Worth, apoi doctorand și lector la Universitatea Statului California. Cu toate acestea, Ursachi a revenit în România după Revoluție, când a obținut și primul său contract de muncă în țara natală, fiind numit director al Teatrului Vasile Alecsandri din Iași.
După ce în 1992 a fost demis, printr-un decret al ministrului culturii, a preferat să trăiască cât mai discret, având puțini prieteni. În 1998, a publicat un volum retrospectiv al carierei din România, intitulat Nebunie și lumină.  Autorul locuia în Iași, România, unde preda la universitate și era secretar al Uniunii Scriitorilor.

## Opera
- Inel cu Enigmă  (1970)
- Missa Solemnis (1971)
- Poezii (1972)
- Poemul de purpură și alte poeme (1974)
- Diotima (1975)
- Marea înfățișare (1977)
- Arca (1979)
- Zidirea și alte povestiri (1978; ed. a II-a revăzută, 1990)
- Poezii (1996), în colecția "Poezia română contemporană" îngrijită de Mircea Ciobanu
- Nebunie și lumină (Ed. Nemira, 1999)
- Inel cu Enigmă. Opere complete (Ed. Cartier, Chișinău, 2002)
- Benedictus (2002)

Este prezent în:
- Streiflicht – Eine Auswahl zeitgenössischer rumänischer Lyrik (81 rumänische Autoren), - "Lumina piezișă", antologie bilingvă cuprinzând 81 de autori români în traducerea lui Christian W. Schenk, Dionysos Verlag 1994, ISBN 3980387119

Referințe critice se găsesc de asemenea și în Petre Anghel, 'Mihai Ursachi', Comunicare transculturală, București, Editura Cartea Românească, 2003

## Distincții
- Ordinul național „Steaua României” în grad de Cavaler (1 decembrie 2000) „pentru realizări artistice remarcabile și pentru promovarea culturii, de Ziua Națională a României”[2]